# Europese kampioenschappen triatlon 2022
De Europese kampioenschappen triatlon 2022 werden van 12 tot 14 augustus georganiseerd in München. Ze waren een onderdeel van het multisportevenement Europese Kampioenschappen 2022, dat dit jaar georganiseerd werd in München. Er worden op de triatlon individuele wedstrijden georganiseerd over de olympische afstand en een gemengde ploegenaflossing over een korte afstand.

## Uitslagen

### Vrouwen[2]
| Plaats | Naam                   | Land                | Tijd     |
| ------ | ---------------------- | ------------------- | -------- |
| 1      | Non Stanford           | Verenigd Koninkrijk | 01:52:10 |
| 1      | Laura Lindemann        | Duitsland           | 01:52:19 |
| 1      | Emma Lombardi          | Frankrijk           | 01:52:22 |
| 4      | Nina Eim               | Duitsland           | 01:52:51 |
| 5      | Cassandre Beaugrand    | Frankrijk           | 01:53:05 |
| 6      | Julie Derron           | Zwitserland         | 1:53:10  |
| 7      | Miriam Casillas García | Spanje              | 1:53:23  |
| 8      | Alberte Kjær Pedersen  | Denemarken          | 01:53:32 |
| 9      | Julia Hauser           | Oostenrijk          | 01:53:41 |
| 10     | Annika Koch            | Duitsland           | 01:53:44 |
|        |                        |                     |          |
| 14     | Valerie Barthelemy     | België              | 01:54:11 |
| 16     | Rachel Klamer          | Nederland           | 01:54:33 |

### Mannen[3]
| Plaats | Naam             | Land        | Tijd     |
| ------ | ---------------- | ----------- | -------- |
| 1      | Léo Bergere      | Frankrijk   | 01:41:09 |
| 1      | Pierre Le Corre  | Frankrijk   | 01:41:17 |
| 1      | Dorian Coninx    | Frankrijk   | 01:41:24 |
| 4      | Csongor Lehmann  | Hongarije   | 01:41:30 |
| 5      | Jelle Geens      | België      | 01:41:39 |
| 6      | Joao Pereira     | Portugal    | 01:41:49 |
| 7      | Jonas Schomburg  | Duitsland   | 01:42:08 |
| 8      | Michele Sarzilla | Italië      | 01:42:33 |
| 9      | Simon Westermann | Zwitserland | 01:42:38 |
| 10     | Bence Bicsák     | Hongarije   | 01:42:46 |
|        |                  |             |          |
| 37     | Richard Murray   | Nederland   | 01:45:59 |

### Gemengde estafette[4]
| Plaats | Land        | Atleten                | Tijd    |
| ------ | ----------- | ---------------------- | ------- |
| 1      | Frankrijk   | Léo Bergere            | 1:25:30 |
| 1      | Frankrijk   | Emma Lombardi          | 1:25:30 |
| 1      | Frankrijk   | Dorian Coninx          | 1:25:30 |
| 1      | Frankrijk   | Cassandre Beaugrand    | 1:25:30 |
| 1      | Duitsland   | Valentin Wernz         | 1:26:03 |
| 1      | Duitsland   | Nina Eim               | 1:26:03 |
| 1      | Duitsland   | Simon Henseleit        | 1:26:03 |
| 1      | Duitsland   | Laura Lindemann        | 1:26:03 |
| 1      | Zwitserland | Max Studer             | 1:26:19 |
| 1      | Zwitserland | Cathia Schär           | 1:26:19 |
| 1      | Zwitserland | Simon Westermann       | 1:26:19 |
| 1      | Zwitserland | Julie Derron           | 1:26:19 |
| 4      | België      | Jelle Geens            | 1:27:01 |
| 4      | België      | Valerie Barthelemy     | 1:27:01 |
| 4      | België      | Erwin Vanderplancke    | 1:27:01 |
| 4      | België      | Jolien Vermeylen       | 1:27:01 |
| 5      | Spanje      | Genis Grau             | 1:27:02 |
| 5      | Spanje      | Miriam Casillas García | 1:27:02 |
| 5      | Spanje      | Mario Mola             | 1:27:02 |
| 5      | Spanje      | Anna Contreras         | 1:27:02 |
|        |             |                        |         |
| 14     | Nederland   | Donald Hillebregt      | 1:29:50 |
| 14     | Nederland   | Rani Skrabanja         | 1:29:50 |
| 14     | Nederland   | Victor Goené           | 1:29:50 |
| 14     | Nederland   | Barbara De Koning      | 1:29:50 |

## Medaillespiegel
| Plaats              | Goud | Zilver | Brons | Totaal |
| ------------------- | ---- | ------ | ----- | ------ |
| Frankrijk           | 2    | 1      | 2     | 5      |
| Verenigd Koninkrijk | 1    | 0      | 0     | 1      |
| Duitsland           | 0    | 2      | 0     | 2      |
| Zwitserland         | 0    | 0      | 1     | 1      |